# Список 50 лидеров НБА по блок-шотам за всю историю лиги
Данный список содержит 50 игроков, сделавших наибольшее количество блок-шотов в матчах регулярных сезонов Национальной баскетбольной ассоциации за карьеру. Полный список лидеров в данной номинации опубликован на сайте basketball-reference.com.
В баскетболе «блок-шот» означает ситуацию, когда игрок защиты блокирует по правилам бросок соперника и характеризует действия баскетболиста в защите. Основными блокирующими игроками являются игроки передней линии — центровые и тяжёлые форварды. Однако игроки других позиций, имеющие хороший прыжок и координацию, зачастую становятся лучшими в данном показателе. В НБА лучшим игроком по блок-шотам считается игрок с самым большим средним показателем по ним за игру. Впервые эта номинация была введена в сезоне 1973/74 годов, когда стала вестись по ним статистика, поэтому у баскетболистов, игравших до 1973 года, блок-шоты в статистике отсутствуют.
Лишь пять баскетболистов на данный момент сделали более 3000 блок-шотов, 9 игроков преодолели рубеж в 2500 баллов и 20 человек имеют в своём активе более 2000 блок-шотов.
Первым игроком, преодолевшим планку в 3000 блок-шотов, является Карим Абдул-Джаббар, который добился этого результата в сезоне 1986/87 годов, после этого завершил карьеру спустя два года с результатом в 3189 баллов. В чемпионате 1992/93 годов отметку в 3000 блок-шотов преодолел Марк Итон, который закончил свои выступления в НБА в том же сезоне, набрав в итоге 3064 балла. В первенстве 1995/96 годов это достижение повторил Хаким Оладжьювон, после чего отыграл в лиге ещё шесть сезонов, установив в этой номинации до сих пор непревзойдённый рекорд в 3830 баллов. В турнире 2004/05 годов рубеж в 3000 блок-шотов превзошёл Дикембе Мутомбо, завершивший карьеру через четыре года с результатом в 3289 баллов, выйдя на второе место по результативности за всю историю лиги. В сезоне 2015/16 годов ту же отметку преодолел Тим Данкан, завершивший карьеру по его окончании, заблокировав в итоге 3020 бросков соперника.
Лидером же по среднему показателю за игру на данный момент является Марк Итон, который по окончании карьеры имеет в своём активе результат в 3,50 блок-шота в среднем за игру. Второе место по этому показателю занимает Мануте Бол, который по итогам своих выступлений набрал 3,34 балла в среднем за игру. На третьем месте идёт Хаким Оладжьювон, показатель которого составляет 3,09 блок-шота в среднем за игру.
В данный список входят пять действующих баскетболистов, самым результативным из них является Брук Лопес, занимающий пока восемнадцатое место.

## Легенда к списку
| Поз.    | ЛФ             | ТФ              | Ц         | Прим.      |
| Позиция | Лёгкий форвард | Тяжёлый форвард | Центровой | Примечания |

| ^ | Отмечены игроки, выступающие в НБА по сей день                          |
| * | Избраны в Зал славы баскетбола                                          |
|   | Недавно закончил карьеру, но пока не избран в Зал славы                 |
|   | Закончил карьеру более 10 лет назад, но так и не был избран в Зал славы |

## Список
По состоянию на 14 апреля 2025 года (на момент окончания сезона 2024/2025 годов, следующий сезон стартует в октябре 2025 года)
| Место | Игрок                | Фото | Поз.   | Год рождения | Клубы (годы) | Всего блок-шотов | Игр сыграно | Блок-шотов за игру | Зал славы | Прим.           |
| ----- | -------------------- | ---- | ------ | ------------ | --- | ---------------- | ----------- | ------------------ | --------- | --------------- |
| 1     | Хаким Оладжьювон*    |      | Ц      | 1963         | Хьюстон Рокетс (1984—2001) Торонто Рэпторс (2001—2002) | 3830             | 1238        | 3,09               | 2008      | [ 8 ] [ 9 ]     |
| 2     | Дикембе Мутомбо*     |      | Ц      | 1966 — 2024  | Денвер Наггетс (1991—1996) Атланта Хокс (1996—2001) Филадельфия-76 (2001—2002) Нью-Джерси Нетс (2002—2003) Нью-Йорк Никс (2003—2004) Хьюстон Рокетс (2004—2009) | 3289             | 1196        | 2,75               | 2015      | [ 10 ] [ 11 ]   |
| 3     | Карим Абдул-Джаббар* |      | Ц      | 1947         | Милуоки Бакс (1969—1973) Милуоки Бакс (1973—1975) Лос-Анджелес Лейкерс (1975—1989) | 3189             | 1239        | 2,57               | 1995      | [ 13 ] [ 14 ]   |
| 4     | Марк Итон            |      | Ц      | 1957 — 2021  | Юта Джаз (1982—1993) | 3064             | 875         | 3,50               | —         | [ 15 ] [ 16 ]   |
| 5     | Тим Данкан*          |      | ТФ/ Ц  | 1976         | Сан-Антонио Спёрс (1997—2016) | 3020             | 1392        | 2,17               | 2020      | [ 17 ] [ 18 ]   |
| 6     | Дэвид Робинсон*      |      | Ц      | 1965         | Сан-Антонио Спёрс (1989—2003) | 2954             | 987         | 2,99               | 2009      | [ 19 ] [ 20 ]   |
| 7     | Патрик Юинг*         |      | Ц      | 1962         | Нью-Йорк Никс (1985—2000) Сиэтл Суперсоникс (2000—2001) Орландо Мэджик (2001—2002) | 2894             | 1183        | 2,45               | 2008      | [ 21 ] [ 22 ]   |
| 8     | Шакил О’Нил*         |      | Ц      | 1972         | Орландо Мэджик (1992—1996) Лос-Анджелес Лейкерс (1996—2004) Майами Хит (2004—2008) Финикс Санз (2008—2009) Кливленд Кавальерс (2009—2010) Бостон Селтикс (2010—2011) | 2732             | 1207        | 2,26               | 2016      | [ 23 ] [ 24 ]   |
| 9     | Три Роллинз          |      | Ц      | 1955         | Атланта Хокс (1977—1988) Кливленд Кавальерс (1988—1990) Детройт Пистонс (1990—1991) Хьюстон Рокетс (1991—1993) Орландо Мэджик (1993—1995) | 2542             | 1156        | 2,20               | —         | [ 25 ] [ 26 ]   |
| 10    | Роберт Пэриш*        |      | Ц      | 1953         | Голден Стэйт Уорриорз (1976—1980) Бостон Селтикс (1980—1994) Шарлотт Хорнетс (1994—1996) Чикаго Буллз (1996—1997) | 2361             | 1611        | 1,47               | 2003      | [ 27 ] [ 28 ]   |
| 11    | Алонзо Моурнинг*     |      | Ц      | 1970         | Шарлотт Хорнетс (1992—1995) Майами Хит (1995—2002, 2004—2007) Нью-Джерси Нетс (2003—2004) | 2356             | 838         | 2,81               | 2014      | [ 29 ] [ 30 ]   |
| 12    | Маркус Кэмби         |      | ТФ/ Ц  | 1974         | Торонто Рэпторс (1996—1998) Нью-Йорк Никс (1998—2002, 2012—2013) Денвер Наггетс (2003—2008) Лос-Анджелес Клипперс (2008—2010) Портленд Трэйл Блэйзерс (2010—2012) Хьюстон Рокетс (2012)                                                                                            | 2331             | 973         | 2,40               | —         | [ 31 ] [ 32 ]   |
| 13    | Дуайт Ховард         |      | Ц      | 1985         | Орландо Мэджик (2004—2012) Лос-Анджелес Лейкерс (2012—2013, 2019—2020, 2021—2022) Хьюстон Рокетс (2013—2016) Атланта Хокс (2016—2017) Шарлотт Хорнетс (2017—2018) Вашингтон Уизардс (2018) Филадельфия-76 (2020—2021)                                                              | 2228             | 1242        | 1,79               | —         | [ 33 ] [ 34 ]   |
| 14    | Бен Уоллес*          |      | Ц/ ТФ  | 1974         | Вашингтон Буллетс/ Уизардс (1996—1999) Орландо Мэджик (1999—2000) Детройт Пистонс (2000—2006, 2009—2012) Чикаго Буллз (2006—2008) Кливленд Кавальерс (2008—2009) | 2137             | 1088        | 1,96               | 2021      | [ 35 ] [ 36 ]   |
| 15    | Шон Брэдли           |      | Ц      | 1972         | Филадельфия-76 (1993—1995) Нью-Джерси Нетс (1995—1997) Даллас Маверикс (1997—2005) | 2119             | 832         | 2,55               | —         | [ 37 ] [ 38 ]   |
| 16    | Мануте Бол           |      | Ц      | 1962 — 2010  | Вашингтон Буллетс (1985—1988, 1994) Голден Стэйт Уорриорз (1988—1990, 1994) Филадельфия-76 (1990—1993, 1994) Майами Хит (1993—1994) | 2086             | 624         | 3,34               | —         | [ 39 ] [ 40 ]   |
| 17    | Джордж Джонсон       |      | Ц/ ТФ  | 1948         | Голден Стэйт Уорриорз (1972—1973) Голден Стэйт Уорриорз (1973—1977) Баффало Брейвз (1977) Нью-Джерси Нетс (1977—1980, 1984—1985) Сан-Антонио Спёрс (1980—1982) Атланта Хокс (1982—1983) Сиэтл Суперсоникс (1985—1986)                                                              | 2082             | 1323        | 1,32               | —         | [ 41 ] [ 42 ]   |
| 18    | Брук Лопес^          |      | Ц      | 1988         | Нью-Джерси Нетс (2008—2012) Бруклин Нетс (2012—2017) Лос-Анджелес Лейкерс (2017—2018) Милуоки Бакс (2018—н.в.) | 2060             | 1105        | 1,86               | —         | [ 43 ] [ 44 ]   |
| 19    | Кевин Гарнетт*       |      | ТФ/ Ц  | 1976         | Миннесота Тимбервулвз (1995—2007, 2015—2016) Бостон Селтикс (2007—2013) Бруклин Нетс (2013—2015) | 2037             | 1462        | 1,39               | 2020      | [ 45 ] [ 46 ]   |
| 20    | Ларри Нэнс           |      | ТФ/ Ц  | 1959         | Финикс Санз (1981—1988) Кливленд Кавальерс (1988—1994) | 2027             | 920         | 2,20               | —         | [ 47 ] [ 48 ]   |
| 21    | Тео Рэтлифф          |      | Ц/ ТФ  | 1973         | Детройт Пистонс (1995—1997, 2008) Филадельфия-76 (1997—2001, 2008—2009) Атланта Хокс (2001—2004) Портленд Трэйл Блэйзерс (2004—2006) Бостон Селтикс (2006) Миннесота Тимбервулвз (2007—2008) Сан-Антонио Спёрс (2009—2010) Шарлотт Бобкэтс (2010) Лос-Анджелес Лейкерс (2010—2011) | 1968             | 810         | 2,43               | —         | [ 49 ] [ 50 ]   |
| 22    | Пау Газоль*          |      | ТФ/ Ц  | 1980         | Мемфис Гриззлис (2001—2008) Лос-Анджелес Лейкерс (2008—2014) Чикаго Буллз (2014—2016) Сан-Антонио Спёрс (2016—2019) Милуоки Бакс (2019) | 1941             | 1226        | 1,58               | 2023      | [ 51 ] [ 52 ]   |
| 23    | Элтон Брэнд          |      | ТФ     | 1979         | Чикаго Буллз (1999—2001) Лос-Анджелес Клипперс (2001—2008) Филадельфия-76 (2008—2012, 2016) Даллас Маверикс (2012—2013) Атланта Хокс (2013—2015) | 1828             | 1058        | 1,73               | —         | [ 53 ] [ 54 ]   |
| 24    | Джермейн О’Нил       |      | ТФ/ Ц  | 1978         | Портленд Трэйл Блэйзерс (1996—2000) Индиана Пэйсерс (2000—2008) Торонто Рэпторс (2008—2009) Майами Хит (2009—2010) Бостон Селтикс (2010—2012) Финикс Санз (2012—2013) Голден Стэйт Уорриорз (2013—2014)                                                                            | 1820             | 1011        | 1,80               | —         | [ 55 ] [ 56 ]   |
| 25    | Энтони Дэвис^        |      | ТФ/ Ц  | 1993         | Нью-Орлеан Пеликанс (2012—2019) Лос-Анджелес Лейкерс (2019—2025) Даллас Маверикс (2025—н.в.) | 1815             | 787         | 2,31               | —         | [ 57 ] [ 58 ]   |
| 26    | Элвин Хейз*          |      | ТФ/ Ц  | 1945         | Сан-Диего/ Хьюстон Рокетс (1968—1972) Балтимор Буллетс (1972—1973) Кэпитал/ Вашингтон Буллетс (1973—1981) Хьюстон Рокетс (1981—1984) | 1771             | 894         | 1,98               | 1990      | [ 59 ] [ 60 ]   |
| 27    | Серж Ибака           |      | ТФ/ Ц  | 1989         | Оклахома-Сити Тандер (2009—2016) Орландо Мэджик (2016—2017) Торонто Рэпторс (2017—2020) Лос-Анджелес Клипперс (2020—2022) Милуоки Бакс (2022—2023) | 1759             | 919         | 1,91               | —         | [ 61 ] [ 62 ]   |
| 28    | Артис Гилмор*        |      | Ц      | 1949         | Чикаго Буллз (1976—1982, 1987) Сан-Антонио Спёрс (1982—1987) Бостон Селтикс (1988) | 1747             | 909         | 1,92               | 2011      | [ 63 ] [ 64 ]   |
| 29    | Мозес Мэлоун*        |      | Ц      | 1955 — 2015  | Баффало Брейвз (1976) Хьюстон Рокетс (1976—1982) Филадельфия-76 (1982—1986, 1993—1994) Вашингтон Буллетс (1986—1988) Атланта Хокс (1988—1991) Милуоки Бакс (1991—1993) Сан-Антонио Спёрс (1994—1995)                                                                               | 1733             | 1329        | 1,30               | 2001      | [ 65 ] [ 66 ]   |
| 30    | Руди Гобер^          |      | Ц      | 1992         | Юта Джаз (2013—2022) Миннесота Тимбервулвз (2022—н.в.) | 1718             | 829         | 2,07               | —         | [ 67 ] [ 68 ]   |
| 31    | Джош Смит            |      | ТФ/ ЛФ | 1985         | Атланта Хокс (2004—2013) Детройт Пистонс (2013—2014) Хьюстон Рокетс (2014—2015, 2016) Лос-Анджелес Клипперс (2015—2016) Нью-Орлеан Пеликанс (2017) | 1713             | 894         | 1,92               | —         | [ 69 ] [ 70 ]   |
| 32    | Кевин Макхейл*       |      | ТФ     | 1957         | Бостон Селтикс (1980—1993) | 1690             | 972         | 1,74               | 1999      | [ 71 ] [ 72 ]   |
| 33    | Владе Дивац*         |      | Ц      | 1968         | Лос-Анджелес Лейкерс (1989—1996, 2004—2005) Шарлотт Хорнетс (1996—1998) Сакраменто Кингз (1999—2004) | 1631             | 1134        | 1,44               | 2019      | [ 73 ] [ 74 ]   |
| 34    | Херб Уильямс         |      | Ц/ ТФ  | 1958         | Индиана Пэйсерс (1981—1989) Даллас Маверикс (1989—1992) Нью-Йорк Никс (1992—1996, 1996—1999) Торонто Рэпторс (1996) | 1605             | 1102        | 1,46               | —         | [ 75 ] [ 76 ]   |
| 35    | Элден Кэмпбелл       |      | Ц/ ТФ  | 1968         | Лос-Анджелес Лейкерс (1990—1999) Шарлотт Хорнетс (1999—2002) Нью-Орлеан Хорнетс (2002—2003) Сиэтл Суперсоникс (2003) Детройт Пистонс (2003—2005, 2005) Нью-Джерси Нетс (2005) | 1602             | 1044        | 1,53               | —         | [ 77 ] [ 78 ]   |
| 36    | Бенуа Бенджамин      |      | Ц      | 1964         | Лос-Анджелес Клипперс (1985—1991) Сиэтл Суперсоникс (1991—1993) Лос-Анджелес Лейкерс (1993) Нью-Джерси Нетс (1993—1995) Ванкувер Гриззлис (1995) Милуоки Бакс (1995—1996) Торонто Рэпторс (1996) Филадельфия-76 (1998—1999) Кливленд Кавальерс (1999)                              | 1581             | 807         | 1,96               | —         | [ 79 ] [ 80 ]   |
| 37    | Деандре Джордан^     |      | Ц      | 1988         | Лос-Анджелес Клипперс (2008—2018) Даллас Маверикс (2018—2019) Нью-Йорк Никс (2019) Бруклин Нетс (2019—2021) Лос-Анджелес Лейкерс (2021—2022) Филадельфия-76 (2022) Денвер Наггетс (2022—н.в.)                                                                                      | 1568             | 1111        | 1,41               | —         | [ 81 ] [ 82 ]   |
| 38    | Сэмюэл Далемберт     |      | Ц      | 1981         | Филадельфия-76 (2001—2002, 2003—2010) Сакраменто Кингз (2010—2011) Хьюстон Рокетс (2011—2012) Милуоки Бакс (2012—2013) Даллас Маверикс (2013—2014) Нью-Йорк Никс (2014—2015) | 1546             | 886         | 1,74               | —         | [ 83 ] [ 84 ]   |
| 39    | Уэйн Купер           |      | Ц      | 1956         | Голден Стэйт Уорриорз (1978—1980) Юта Джаз (1980—1981) Даллас Маверикс (1981—1982) Портленд Трэйл Блэйзерс (1982—1984, 1989—1992) Денвер Наггетс (1984—1989) | 1535             | 984         | 1,56               | —         | [ 85 ] [ 86 ]   |
| 40    | Колдуэлл Джонс       |      | Ц      | 1950 — 2014  | Филадельфия-76 (1976—1982) Хьюстон Рокетс (1982—1984) Чикаго Буллз (1984—1985) Портленд Трэйл Блэйзерс (1985—1989) Сан-Антонио Спёрс (1989—1990) | 1517             | 1068        | 1,42               | —         | [ 87 ] [ 88 ]   |
| 41    | Элтон Листер         |      | ТФ/ Ц  | 1958         | Милуоки Бакс (1981—1986, 1994—1995) Сиэтл Суперсоникс (1986—1989) Голден Стэйт Уорриорз (1989—1993) Бостон Селтикс (1995—1997) Портленд Трэйл Блэйзерс (1997—1998) | 1473             | 953         | 1,55               | —         | [ 89 ] [ 90 ]   |
| 42    | Андрей Кириленко     |      | ЛФ     | 1981         | Юта Джаз (2001—2011) Миннесота Тимбервулвз (2012—2013) Бруклин Нетс (2013—2014) | 1461             | 797         | 1,83               | —         | [ 91 ] [ 92 ]   |
| 43    | Рашид Уоллес         |      | ТФ/ Ц  | 1974         | Вашингтон Буллетс (1995—1996) Портленд Трэйл Блэйзерс (1996—2004) Атланта Хокс (2004) Детройт Пистонс (2004—2009) Бостон Селтикс (2009—2010) Нью-Йорк Никс (2012—2013) | 1460             | 1109        | 1,32               | —         | [ 93 ] [ 94 ]   |
| 44    | Джон Уильямс         |      | ТФ/ Ц  | 1962 — 2015  | Кливленд Кавальерс (1986—1995) Финикс Санз (1995—1998) Даллас Маверикс (1999) | 1456             | 887         | 1,64               | —         | [ 95 ] [ 96 ]   |
| 45    | Майлз Тёрнер^        |      | Ц      | 1996         | Индиана Пэйсерс (2015—н.в.) | 1412             | 642         | 2,20               | —         | [ 97 ] [ 98 ]   |
| 46    | Марк Уэст            |      | Ц      | 1960         | Даллас Маверикс (1983—1984) Милуоки Бакс (1984) Кливленд Кавальерс (1984—1988, 1996—1997) Финикс Санз (1988—1994, 1999—2000) Детройт Пистонс (1994—1996) Индиана Пэйсерс (1997—1998) Атланта Хокс (1999)                                                                           | 1403             | 1090        | 1,29               | —         | [ 99 ] [ 100 ]  |
| 47    | Эрик Дампьер         |      | Ц      | 1975         | Индиана Пэйсерс (1996—1997) Голден Стэйт Уорриорз (1997—2004) Даллас Маверикс (2004—2010) Майами Хит (2010—2011) Атланта Хокс (2012) | 1398             | 987         | 1,42               | —         | [ 101 ] [ 102 ] |
| 48    | Клиффорд Робинсон    |      | ТФ     | 1966 — 2020  | Портленд Трэйл Блэйзерс (1989—1997) Финикс Санз (1997—2001) Детройт Пистонс (2001—2003) Голден Стэйт Уорриорз (2003—2005) Нью-Джерси Нетс (2005—2007) | 1390             | 1380        | 1,01               | —         | [ 103 ] [ 104 ] |
| 49    | Терри Тайлер         |      | ЛФ     | 1956         | Детройт Пистонс (1978—1985) Сакраменто Кингз (1985—1988) Даллас Маверикс (1988—1989) | 1342             | 871         | 1,54               | —         | [ 105 ] [ 106 ] |
| 50    | Тайсон Чендлер       |      | Ц      | 1982         | Чикаго Буллз (2001—2006) Нью-Орлеан Хорнетс (2006—2009) Шарлотт Бобкэтс (2009—2010) Даллас Маверикс (2010—2011, 2014—2015) Нью-Йорк Никс (2011—2014) Финикс Санз (2015—2018) Лос-Анджелес Лейкерс (2018—2019) Хьюстон Рокетс (2019—2020)                                           | 1335             | 1160        | 1,15               | —         | [ 107 ] [ 108 ] |

## Комментарии
1. ↑  Игроки НБА включаются в Зал славы баскетбола не ранее, чем через 5 полных лет после окончания карьеры[5], а с 2016 года этот период был сокращён до четырёх лет[6].
2. ↑  Это список НБА и в него не входят сезоны, проведённые игроками в других лигах, таких как АБА и прочих.
3. ↑  Количество сделанных блок-шотов в среднем за игру, округляется до сотых.
4. ↑  Сменил имя 1 мая 1971 года после первой победы в НБА и принятия ислама, имя при рождении Фердинанд Льюис Алсиндор-младший или просто Льюис Алсиндор. Его новое имя, Карим Абдул-Джаббар, означает: «щедрый, слуга всесильного» (Аллаха)[12].
5. ↑  Первые четыре сезона в карьере Карима Абдул-Джаббара статистика по блок-шотам ещё не велась.
6. ↑  Первый сезон в карьере Джорджа Джонсона статистика по блок-шотам ещё не велась.
7. ↑  Первые пять сезонов в карьере Элвина Хейза статистика по блок-шотам ещё не велась.
8. ↑  Артис Гилмор в 1971—1976 годах выступал в АБА, после чего, в связи со слиянием двух лиг, стал играть в НБА, поэтому блок-шоты, набранные им в АБА, в этом списке не учитываются, хотя по общему количеству блок-шотов (3178) он идёт на 4-м месте[1].
9. ↑  Мозес Мэлоун в 1974—1976 годах выступал в АБА, после чего, в связи со слиянием двух лиг, стал играть в НБА, поэтому блок-шоты, набранные им в АБА, в этом списке не учитываются, хотя по общему количеству блок-шотов (1889) он идёт на 25-м месте[1].
10. ↑  Колдуэлл Джонс в 1973—1976 годах выступал в АБА, после чего, в связи со слиянием двух лиг, стал играть в НБА, поэтому блок-шоты, набранные им в АБА, в этом списке не учитываются, хотя по общему количеству блок-шотов (2297) он идёт на 14-м месте[1].